# Hiro H2H
Хіро H2H (англ. Hiro H2H) — серійний летючий човен Імперського флоту Японії 30-х років 20 століття.

## Історія створення
В кінці 1928 року Імперський флот Японії купив у Великої Британії зразок нового летючого човна Supermarine Southampton з двигуном Napier Lion. Зразок спочатку відправили до бази флоту в Йокосуці для оцінки проєкту, а після успішних випробувань його передали Арсеналу флоту Хіро, де, під керівництвом Джуна Окамури, в 1929 році почав створюватись японський варіант. Це був суцільнометалевий біплан, з суцільнометалевим фюзеляжем типу напів-монокок та дюралевою обшивкою. Літак був оснащений двома двигунами Hiro Type 14 (ліцензійним варіантом британського Napier Lion) потужністю 550 к.с. кожен. На відміну від британського літака він мав тільки один кіль, а також кращу аеродинамічність фюзеляжу через більш округле з'єднання нижньої плавучої частини фюзеляжу з рештою. Крила були металевими з тканинною обшивкою.
Восени 1930 року перший прототип був завершений і переданий для випробувань флотом, незабаром після нього також передали другий. Під час випробувань другого прототипу на арсеналі Хіро розірвалась паливна трубка і на літаку спалахнула пожежа. Пілот лейтенант Сабуро Вада зміг посадити літак на воду поблизу причалу і команда успішно евакуювалась, але літак було втрачено.
У березні 1932 році літак був прийнятий на озброєння під назвою «Летючий човен Тип 89» (яп. 八九式飛行艇, Хачікю-шікі Хікотей), або H2H в короткій системі позначень. Пізніше двигуни замінили на Hiro Type 91 потужністю 520 к.с. кожен — хоча й менш потужними, але набагато надійнішими. З цими двигунами літак отримав назву «Летючий човен Тип 89 Модель 2» (або H2H2).
Всього було збудовано 17 літаків, чотири з яких виготовлено компанією Aichi, а інші арсеналом Хіро і компанією Kawanishi, яка виготовляла частини літака для збирання на арсеналі.

## Історія використання
Hiro H2H увійшли у стрій в 1932 році, під час «Шанхайського інциденту», і несли службу поряд з Hiro H1H. Вони залишались в частинах першої лінії аж до японсько-китайської війни.

## Тактико-технічні характеристики
Дані з Japanese Aircraft 1910—1941

### Технічні характеристики
- Екіпаж: 6-7 осіб
- Довжина: 16,28 м
- Висота: 6,13 м
- Розмах крил: 22,14 м
- Площа крил: 120,50 м²
- Маса пустого: 4368 кг
- Маса спорядженого: 6500 кг
- Навантаження на крило: 53,9 кг/м²
- Двигуни: 2 × Hiro Type 14
- Потужність: 2 × 550 к. с.
- Питома потужність: 5,42 кг/к.с.

### Льотні характеристики
- Максимальна швидкість: 192 км/год
- Крейсерська швидкість: 130 км/год (на 1000 м.)
- Швидкість посадки: 97 км/год
- Тривалість польоту: 14 год 30 хв
- Практична стеля: 4320 м
- Час набору висоти 3000 м.: 19 хв

### Озброєння
- Кулеметне:
  - 2 × 7,7 мм кулемети в хвостовій турелі
  - по 1 7,7 мм кулемету в бокових бійницях в центрі літака
- Бомбове навантаження:
  - 2 × 250-кг бомби